# Arthur Everitt
Arthur Francis Graham Everitt (Paddington, Londres, 27 d'agost de 1872 – Oxford, 10 de gener de 1952) va ser un tirador anglès que va competir a començaments del segle xx.
El 1912 va prendre part en els Jocs Olímpics d'Estocolm on disputà dues proves del programa d'esgrima. En la competició d'espasa per equips guanyà la medalla de plata, mentre en la d'espasa individual quedà eliminat en sèries.